# سالي كون
سالي كون (بالإنجليزية: Sally Kohn)‏ هي محامية وصحفية أمريكية، ولدت في 27 مارس 1977 في ألينتاون في الولايات المتحدة.